# Damien Karras
Pour les articles homonymes, voir Karras.
Damien Karras est l'un des personnages du roman L'Exorciste de William Peter Blatty, publié en 1971, et de sa suite L'Esprit du mal (en), publiée en 1983, ainsi que de leurs adaptations cinématographiques : L'Exorciste (1973), où il est l'un des personnages principaux, et L'Exorciste, la suite (1990), où il est un personnage secondaire.

## Biographie

### L'Exorciste
Dans le roman de William Peter Blatty de 1971, le père Damien Karras est l'un des prêtres qui exorcisent le démon de la jeune Regan MacNeil. Il est un jésuite diplômé en psychiatrie qui traverse une crise spirituelle. Il recherche la preuve que Regan a réellement besoin d'un exorcisme et se rend compte qu'il n'y a pas de meilleur moyen pour Dieu de prouver sa propre existence que de révéler la présence d'un démon répugnant. Pendant l'exorcisme avec le père Lankester Merrin, le démon évoque fréquemment le sujet de la mort de la mère de Karras et du fait qu'il n'était pas là quand elle est morte, ce qui semble troubler émotionnellement Karras. Il meurt finalement en se jetant par la fenêtre de la chambre et en dévalant des escaliers afin de purger le démon qu'il a en lui après l'avoir poussé à sortir de Regan pour le posséder.

### L'Esprit du mal
Dans la suite de 1983, il est révélé qu'après le départ du démon, un autre esprit maléfique prend possession du corps de Karras qui est retrouvé errant et amnésique, et placé dans un hôpital psychiatrique près de Washington, D.C.. Pendant son séjour, l'esprit supprime la personnalité de Karras et fait des incursions dans le corps d'autres patients afin de commettre une série de meurtres rituels.

## Adaptations
Dans les films L'Exorciste et L'Exorciste, la suite, il est interprété par Jason Miller (qui a réellement fait ses études chez les jésuites à l'université de Scranton).
Jack Nicholson était candidat pour le rôle de Karras avant que Stacy Keach ne soit embauchée par Blatty. Selon William Friedkin, le réalisateur de L'Exorciste, Paul Newman voulait également incarner le personnage. Friedkin a ensuite repéré Miller après une représentation de sa pièce ce théâtre That Championship Season à New York. Même si Miller n'avait jamais joué dans un film, le contrat de Keach est racheté par la Warner Bros. et Miller est engagé.
À la BBC Radio, Karras est interprété par Robert Glenister dans la pièce radiophonique de 2014.